# Anchorage
|  | Aquest article tracta sobre la ciutat d'Alaska. Vegeu-ne altres significats a «Anchorage (Kentucky)». |

Anchorage (oficialment la Municipalitat d'Anchorage) és una ciutat i borough dels Estats Units, situada a l'estat d'Alaska. Forma amb el borough de Matanuska-Susitna al nord l'àrea metropolitana d'Anchorage. L'any 2010, la ciutat tenia 291.826 habitants, cosa que la converteix en la més poblada d'Alaska.
Anchorage està situada a la part central de l'estat a 61º de latitud nord, mateixa latitud que les ciutats d'Estocolm i Sant Petersburg. La ciutat s'assenta sobre una península triangular, envoltada pels Monts Chugach. Compta amb un aeroport internacional.

## Economia
Compta amb un aeroport internacional que genera 1 de cada 9 treballs en la ciutat. És un port d'importància. L'economia es desenvolupa al voltant de les activitats governamentals i militars (existeixen dues bases militars properes a la ciutat), així com al petroli i al turisme.

## Clima
Durant l'estiu la temperatura diürna és bastant agradable, entre 13 i 21 °C, mentre que en l'hivern, la temperatura mitjana descendeix fins a –15 °C i la ciutat es cobreix d'una gruixuda capa de neu.
La ciutat va patir un terratrèmol el 27 de març de 1964, amb una magnitud de 9,2 en l'escala de Richter. Va haver importants lliscaments de terra i diversos tsunamis van escombrar els fiords. Aquesta catàstrofe va costar 125 vides humanes. Arran de l'experiència viscuda, actualment l'altura dels edificis està limitada a 21 pisos.

## Demografia
La ciutat i l'estat en si són reconeguts per la seva manera de vida relaxada en comparació d'altres ciutats dels Estats Units. La convivència entre els habitants es dona molt més que en altres parts. La ciutat és un pol d'immigració, rebent persones d'Àsia, Europa Oriental i Llatinoamèrica. Malgrat l'espai limitat de la península on s'assenta Anchorage, la ciutat conserva nombroses àrees verdes per a gaubança d'aquells que gaudeixen de la naturalesa.

## Cultura
La vida cultural és molt activa, notablement en qüestió de música. La ciutat compta amb una orquestra filharmònica, una companyia d'òpera així com grups de música tradicional irlandesa.